# Печерский, Михаил Фёдорович
Михаил Фёдорович Печерский (7 ноября 1925 — 29 апреля 1945) — старший сержант Рабоче-крестьянской Красной Армии, участник Великой Отечественной войны, Герой Советского Союза (1946).

## Биография
Михаил Печерский родился 7 ноября 1925 года в деревне  Казинка Воловского района Курской области  (в настоящее время село Заречное,  Тербунский район Липецкой области). После окончания неполной средней школы работал в колхозе. В 1943 году Печерский был призван на службу в Рабоче-крестьянскую Красную Армию. С апреля того же года — на фронтах Великой Отечественной войны.
3 августа 1944 года красноармеец Печерский награжден медалью За отвагу
К апрелю 1945 года старший сержант Михаил Печерский командовал орудием 164-го стрелкового полка 33-й стрелковой дивизии 3-й ударной армии 1-го Белорусского фронта. Отличился во время штурма Берлина. 15-29 апреля 1945 года расчёт Печерского, действуя в боевых порядках пехоты, успешно поддерживал огнём своего орудия её действия. 29 апреля 1945 года Печерский погиб в бою.
Указом Президиума Верховного Совета СССР от 15 мая 1946 года за «образцовое выполнение боевых заданий командования на фронте борьбы с немецкими захватчиками и проявленные при этом мужество и героизм» старший сержант Михаил Печерский посмертно был удостоен высокого звания Героя Советского Союза и был награждён орденом Ленина.

## Память
В честь Печерского названа улица в Тербунах.